# Marie Pujmanová
Marie Pujmanová (Praga, 8 giugno 1893 – Praga, 19 maggio 1958) è stata una scrittrice ceca.
È considerata una delle più grandi narratrici realiste ceche e nutrì grande interesse per i problemi sociali dell'epoca.
Tali indicazioni si notano nelle sue opere più conosciute come Uomini al bivio del 1937 dove si sviluppa il contrasto tra una famiglia borghese e una operaia, come Scherzo col fuoco del 1948 e Vita contro la morte del 1952 che rivivono il periodo compreso tra l'ascesa al potere di Adolf Hitler e la liberazione della Cecoslovacchia (vedi anche Storia della Cecoslovacchia).
Nel 1953 lo Stato le conferì il titolo di Artista nazionale.
Marie Pujmanová è ricordata anche per alcune opere di poesia quali Versi di madre del 1940, Dichiarazione d'amore del 1949 e Praga del 1954.